# Erebochlora roseofasciata
Erebochlora roseofasciata är en fjärilsart som beskrevs av Paul Dognin 1911. Erebochlora roseofasciata ingår i släktet Erebochlora och familjen mätare. Inga underarter finns listade i Catalogue of Life.